# Colonia los Cortés
Colonia los Cortés är en ort i Mexiko.   Den ligger i kommunen Cuautla och delstaten Morelos, i den sydöstra delen av landet, 70 km söder om huvudstaden Mexico City. Colonia los Cortés ligger 1 290 meter över havet och antalet invånare är 270.
Terrängen runt Colonia los Cortés är varierad. Runt Colonia los Cortés är det ganska tätbefolkat, med 222 invånare per kvadratkilometer. Närmaste större samhälle är Cuautla Morelos, 4,6 km öster om Colonia los Cortés. Omgivningarna runt Colonia los Cortés är en mosaik av jordbruksmark och naturlig växtlighet.